# 2392 Jonathan Murray
2392 Jonathan Murray este un asteroid din centura principală, descoperit pe 25 iunie 1979 de Eleanor Helin și Schelte Bus.